# Chariergus
Chariergus is een kevergeslacht uit de familie van de boktorren (Cerambycidae). De wetenschappelijke naam van het geslacht werd voor het eerst geldig gepubliceerd in 1855 door White.

## Soorten
Chariergus omvat de volgende soorten:
- Chariergus caeruleus Napp & Reynaud, 1998
- Chariergus tabidus (Klug, 1825)